# Боралдай (аэропорт)
Аэропорт «Боралда́й» (каз. Боралдай әуежайы) — аэропорт местных воздушных линий в пригороде Алма-Аты (Казахстан). Расположен в 5 км к северо-западу от Алма-Аты, на восточной окраине посёлка Боралдай (бывший посёлок Бурундай, Илийский район Алматинской области). Первый аэропорт Алма-Аты (создан в начале 1930-х годов), до начала 2000-х годов носил название «Бурундай».

## История
Бурундайский объединённый авиаотряд существовал с 1946 года (до 1965 носил название «Казахстанская Экспедиция № 9»); с 1975, помимо вертолётов семейства Ми-8 и самолётов Ан-2, авиапарк отряда включал самолёты Ан-30 (для выполнения аэрофотосъёмок) и Ан-26 (для перевозок грузов).
В советский период из аэропорта выполнялись рейсы по местным воздушным линиям на самолётах Ан-2. В частности, по состоянию на 1990 год Бурундай существовали рейсы в следующие пункты: Акбокай (через Чиганак, Кияхты), Андреевка (через Талды-Курган, Сарканд), Баканас,
Жидели (через Баканас), Киякты (через Чиганак), Куйга (через Баканас, Жидели), Лепсинск (через Талды-Курган, Сарканд), Панфилов, Сарканд (через Талды-Курган), Талды-Курган, Улькен (через Баканас, Жидели, Куйган), Чиганак.

## Описание
Аэродром «Боралдай» 3 класса, пригоден для приёма самолётов Ан-24, Ан-26, Ан-30, Ан-72 и более лёгких, а также для вертолётов всех типов. Площадь аэродрома — 70,5 га. В аэропорту имеется аэровокзал площадью 1501 м², производственное здание авиационно-технической базы площадью 1981 м², два административно-производственных здания площадью 2495 м², склад ГСМ на 3400 тонн и прочая инфраструктура.
Собственником аэропорта является АО «Альтаир Эйр» (аффилировано с холдингом ENRC). Помимо аэропорта, компания имеет в собственности 5 самолётов Ан-30, 1 самолёт Ан-26 и 6 вертолётов Ми-8Т.
В аэропорту базируется авиакомпания «Бурундайавиа», авиапарк которой состоит из тринадцати вертолётов Ми-8МТВ-1 (Ми-17-1В) и одного вертолёта Ми-8Т. Авиакомпания создана в 1997 на базе Бурундайского объединённого авиаотряда (БОАО)
Также в аэропорту базируются несколько частных авиакомпаний.
Помимо гражданской авиации, в аэропорту базируется государственная авиация — авиационные подразделения погранвойск, МЧС и МВД Казахстана.
Крупнейшей войсковой частью, дислоцированной в аэропорту, является 10-й отдельный пограничный авиационный полк КНБ РК — войсковая часть 2177. На вооружении полка имеются вертолёты Ми-8/Ми-17, самолёты Ан-2, Як-40 и Ан-72.